# Arrested Development (együttes)
Az Arrested Development nevű hiphopegyüttes 1988-ban alakult meg Atlantában. Speech (Todd Thomas) rapper és Headliner (Timothy Barnwell) DJ alapították, akik jó barátok voltak. Céljuk az volt, hogy az akkoriban népszerű gangsta rap helyett inkább az afro-amerikai személyekre fordítsák szövegeik témáit. Mivel szövegeik témái általában eltérnek a "szokványos" rap szövegektől, így az alternatív hip-hop műfajba sorolják a zenéjüket. Eddig 15 lemezt dobtak piacra, melyből a legelső bekerült az 1001 lemez, amit hallanod kell, mielőtt meghalsz című könyvbe. A zenekar 1996-ban feloszlott, Headliner pedig elhagyta a zenekart. 2000-ben azonban újra alakultak, megváltozott felállással.

## Diszkográfia
- 3 Years, 5 Months and 2 Days in the Life of... (1992)
- Unplugged (1993)
- Zingalamaduni (1994)
- Da Feelin' EP (2000)
- Heroes of the Harvest (2002)
- Extended Revolution (2003)
- Among the Trees (2004)
- Since the Last Time (2006)
- Strong (2010)
- Standing at the Crossroads (2012)
- Changing the Narrative (2016)
- This Was Never Home (2016)
- Craft & Optics (2018)
- Don't Fight Your Demons (2020)
- For the Fkn Love (2021)